# SummerSlam 1990
SummerSlam 1990 was een professioneel worstel-pay-per-viewevenement dat georganiseerd werd door de World Wrestling Federation. Dit evenement was de 3e editie van SummerSlam en vond plaats in het Spectrum in Philadelphia (Pennsylvania) op 27 augustus 1990.

## Matchen
| Nr.                                                                          | Match | Winnaar(s)                                     |
| ---------------------------------------------------------------------------- | --- | ---------------------------------------------- |
| -                                                                            | Shane Douglas vs. Buddy Rose in een één-op-één match                                                        | Shane Douglas                                  |
| 1                                                                            | The Rockers vs. Power and Glory in een tag team match                                                       | Power and Glory                                |
| 2                                                                            | Mr. Perfect (c) vs. The Texas Tornado in een één-op-één match voor het WWF Intercontinental Championship    | The Texas Tornado (nc)                         |
| 3                                                                            | Sensational Queen Sherri vs. Sapphire in een één-op-één match                                               | Sensational Queen Sherri; forfait van Sapphire |
| 4                                                                            | Tito Santana vs. The Warlord in een één-op-één match                                                        | The Warlord                                    |
| 5                                                                            | Demolition vs. The Hart Foundation in een Two out of Three Falls match voor het WWF Tag Team Championship   | The Hart Foundation (nc)                       |
| 6                                                                            | Bad News Brown vs. Jake Roberts in een één-op-één match                                                     | Jake Roberts                                   |
| 7                                                                            | The Orient Express vs. Nikolai Volkoff & Jim Duggan in een tag team match                                   | Nikolai Volkoff & Jim Duggan                   |
| 8                                                                            | Randy Savage vs. Dusty Rhodes in een één-op-één match                                                       | Randy Savage                                   |
| 9                                                                            | Earthquake (met Jimmy Hart & Dino Bravo) vs. Hulk Hogan (met The Big Boss Man) in een één-op-één match      | Hulk Hogan                                     |
| 10                                                                           | The Ultimate Warrior (c) vs. Rick Rude (met Bobby Heenan) in een Steel Cage match voor het WWF Championship | The Ultimate Warrior (c)                       |
| (c) huidige kampioen voor en na de match \| (nc) nieuwe kampioen na de match | |                                                |